# Lyons-la-Forêt
Lyons-la-Forêt je francouzská obec v departementu Eure v regionu Normandie. V roce 2009 zde žilo 751 obyvatel. Je centrem kantonu Lyons-la-Forêt.